# Francisco Fernández (fotboll)
Francisco Fernández, född 19 augusti 1975, är en chilensk tidigare fotbollsspelare.
Francisco Fernández spelade 2 landskamper för det chilenska landslaget.